# Langer Trödel

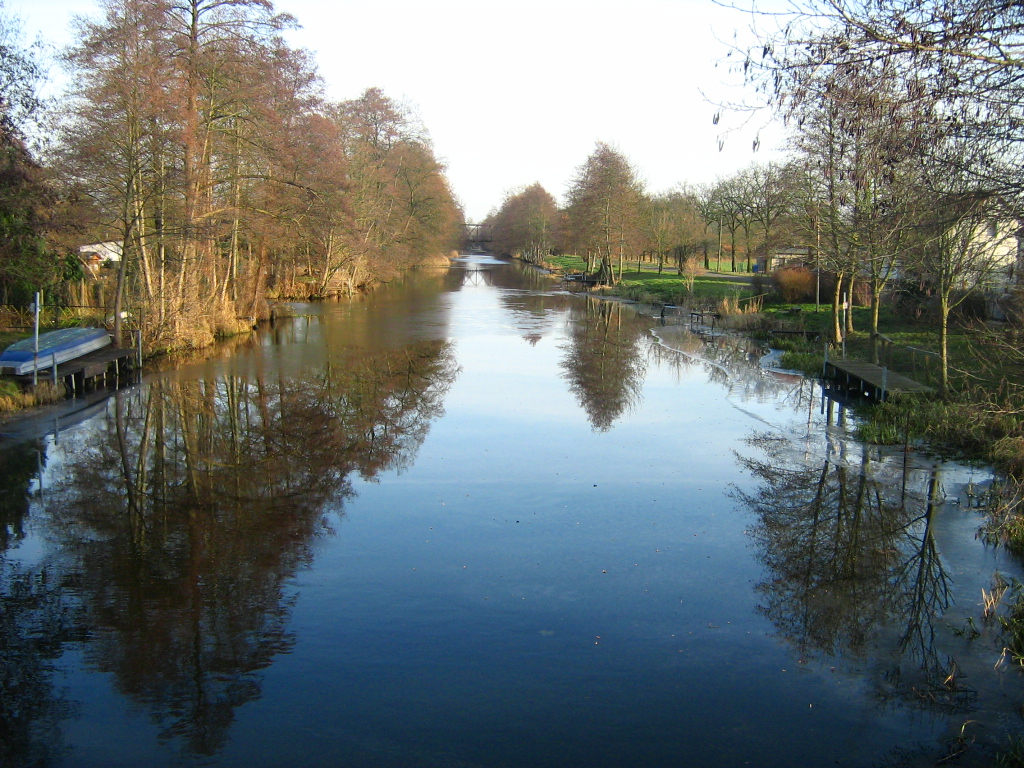
Der Lange Trödel an seinem westlichen Anfang in Liebenwalde am Vosskanal.

Das westliche Teilstück des bei Eberswalde gelegenen Finowkanals zwischen Zerpenschleuse und Liebenwalde wird Langer Trödel genannt. Trödel oder auch Flut war schon 1609 die Bezeichnung des ersten Finowkanals zwischen Liebenwalde und der Finow bei Schöpfurt. Mit der Außerbetriebnahme und Zuschüttung der beiden Zerpenschleuser Schleusen in den Jahren 1924/1925 wurde der Lange Trödel zur 10 Kilometer langen Sackgasse. Der Name Trödel ist ein Wortspiel aus treideln und trödeln (bummeln, langsam sein).
Nach 3 Jahren Ausbauarbeit ist der Lange Trödel seit dem 16. Juni 2016 wieder für den durchgehenden Bootsverkehr offen.

## Renaturierung
Der Kanal verschlammte in den auf die Schließung der Schleusen 1924/25 folgenden Jahrzehnten stetig, und durch eingeleitete Abwässer trat alljährlich ein übermäßiges Algenwachstum auf. Seit 1990 gab es immer wieder Überlegungen, den Langen Trödel wenigstens für die Sportschifffahrt wieder zu öffnen. Hierzu gründete das Land Brandenburg die Wassertourismus Initiative Nordbrandenburg (WIN), der auch Vertreter der betroffenen Landkreise und Gemeinden angehören. Die Wiederherstellung erforderte umfangreiche Arbeiten: Drei Brücken – eine Klappbrücke für die Führung der Bundesstraße 109 im Ortszentrum von Zerpenschleuse, eine Hubbrücke an der Forststraße in Zerpenschleuse sowie eine Klappbrücke im Verlauf der Landesstraße 21 in Liebenwalde – waren neu zu bauen. Außerdem musste der Kanal vertieft und zusätzlich die Schleuse Zerpenschleuse neu gebaut werden.

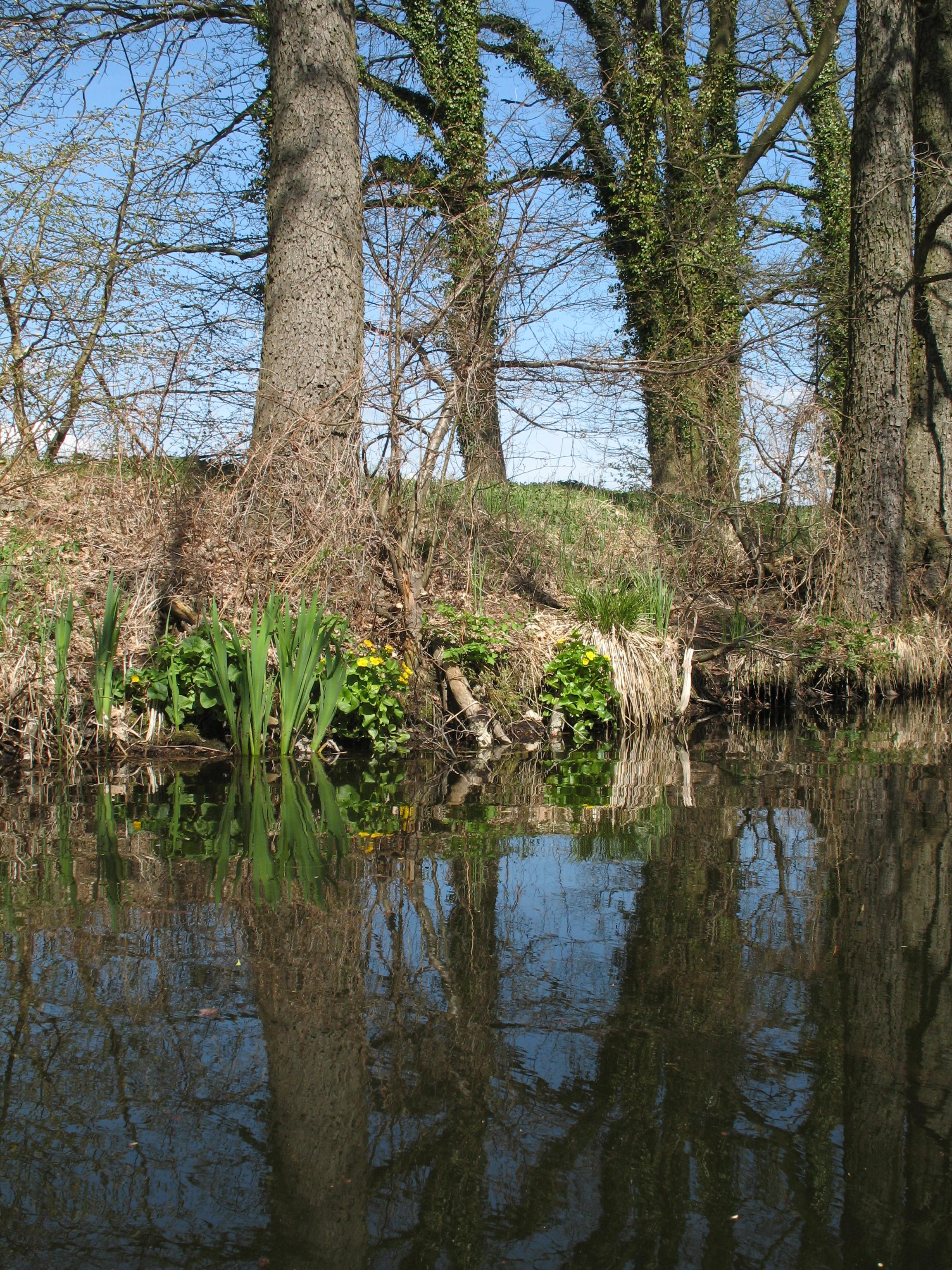
Ufer des Langen Trödel

Obwohl sich auf dem ehemaligen Schleusengelände inzwischen Wochenendgrundstücke befanden, hatte die zuständige Gemeindeverwaltung Wandlitz im Jahr 2008 zumindest den Brückenneubau beschlossen. Im Jahr 2012 sollte mit dem Bau der Klappbrücken begonnen werden, jedoch musste die Ausschreibung für den Bau der Schleuse und der Brücken Ende Juli 2012 aufgehoben werden, da alle eingehenden Gebote höher lagen als vom Projekt vorgegeben. Der ursprüngliche Plan, den Langen Trödel im Jahr 2013 für Sportboote wieder voll schiffbar zu machen, war damit gescheitert.
Die Gemeindevertretung beschloss am 16. Juni 2011, für das WIN-Projekt zusätzliche 177.000 Euro bereitzustellen, die ab 2012 zur Verfügung standen. Noch einmal musste der Ausbaubeginn im Sommer 2012 verschoben werden, weil die Ergebnisse der Ausschreibungen für die notwendigen Arbeiten den vorgesehenen Finanzrahmen überschritten.
Schließlich hatten 2013 die Arbeiten zum Bau des Hafens in Liebenwalde, der Brücke an der B 109 und der Schleusenanlage in Zerpenschleuse begonnen.
Als Generalauftragnehmer fungierte der Wasser- und Bodenverband Schnelle Havel. Zwischen Juni und August 2014 wurde die neue Hubbrücke für die Forststraße montiert, für die neue Schleuse entstand eine Slipanlage für Kanus, Ruder- sowie trailerbare Motor- und Segelboote. In der Nähe ließ die Gemeinde Parkplätze für Pkws und Bootstrailer anlegen.
Die größere Brücke für die Überführung der L 100 wurde zur Wiedereröffnung der Wasserstraße 2016 in Betrieb genommen.
Für die direkten Arbeiten an der Schleuse wurde im Sinne eines minimalen Eingriffes in die Umwelt festgelegt, dass der Kanal im FFH-Gebiet eine Breite von 7,10 Metern nicht überschreiten soll, er ist damit nur einschiffig im Richtungsverkehr befahrbar. In der Ortslage Zerpenschleuse wurde das Bett – bis auf die Brückendurchfahrten – jedoch doppelt so breit. Vor den Brücken gibt es Warteplätze. Direkt im Auftrag der Gemeinde wurden in Zerpenschleuse zusätzlich zwei Anlegestellen für Sportboote und eine Kanueinsetzstelle neben der Forstbrücke gebaut. Eine durchgängige Befahrung ist seit dem 16. Juni 2016 wieder möglich.

## Wanderweg
Entlang des Südufers führt der als Wanderweg und auch als Teil eines Radweges ausgeschilderte ehemalige Treidelweg.